# Waldschule (Wiener Neustadt)

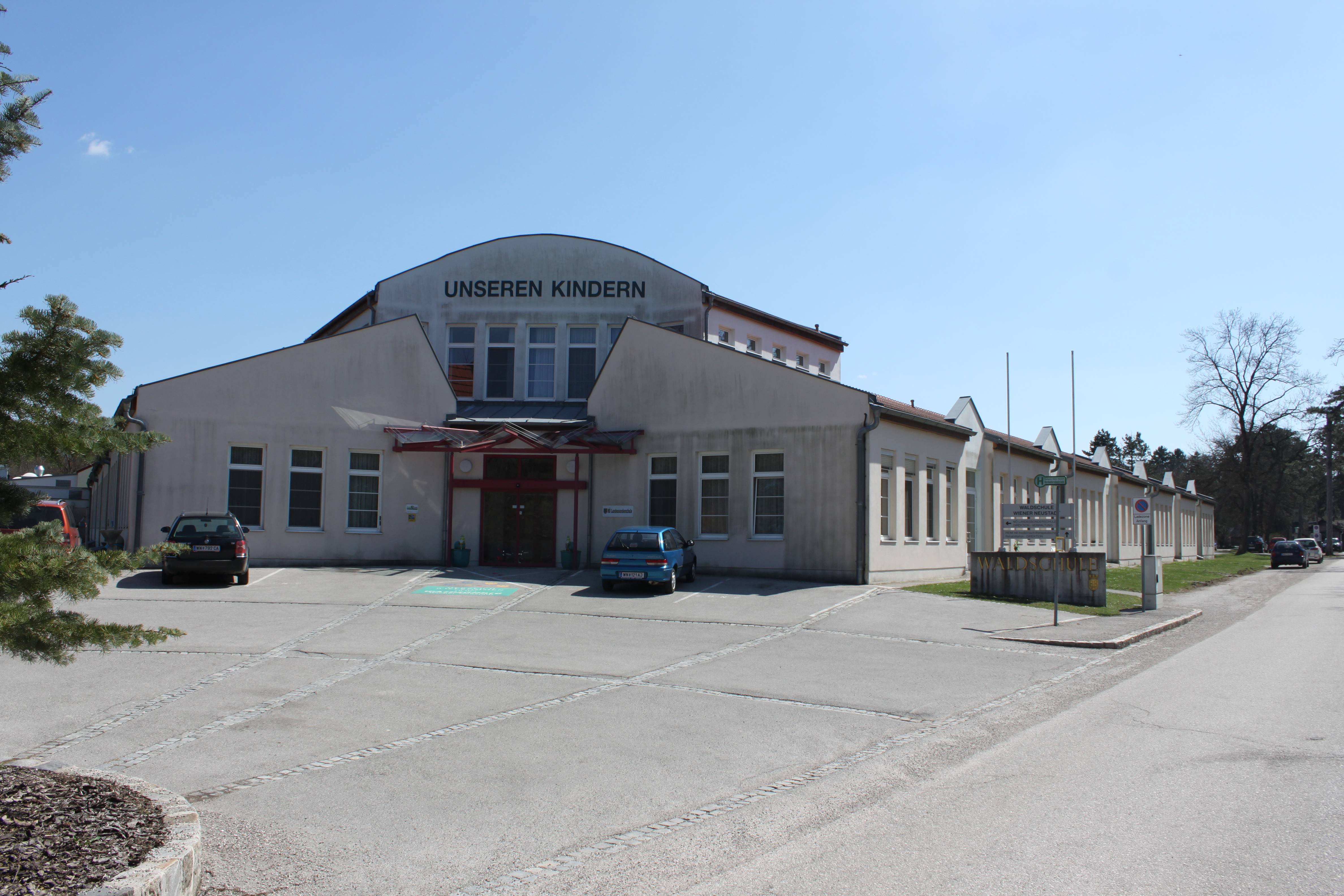
Hauptgebäude der Waldschule (2013)

Die Waldschule im Föhrenwald wurde 1919 für die unterernährten Kinder der Stadt Wiener Neustadt gegründet und dient heute als heilpädagogische Schule für körperbehinderte Kinder. Angegliedert ist ein Heim für medizinisch-therapeutische Rehabilitation.

## Die Hungerdemonstration der Frauen im März 1919
Nach dem Ersten Weltkrieg am Anfang der Ersten Republik Österreich war der provisorische Bürgermeister Anton Ofenböck am 26. März 1919 mit einem Streik zu Lohnforderungen der Lokomotivführer und Heizer der Südbahn konfrontiert. Der Staatssekretär für Heereswesen Julius Deutsch und der Vizebürgermeister und Lokomotivführer Josef Püchler waren direkt in die Streikversammlungen der Eisenbahner eingebunden, konnten den Streik aber nicht verhindern. In der Folge wurden die Lohnforderungen teilweise erfüllt.
Diese drei Eingangssätze werden deshalb erwähnt, weil am 28. März 1919 die Frauen von Wiener Neustadt am Hauptplatz eine Hungerdemonstration abhielten. Denn der Lebensmittelmarkt am Hauptplatz war unversorgt und leer. Damit erzwangen die Frauen, dass Bürgermeister Ofenböck mit den Frauen am selben Tag den Schlachthof der Stadtgemeinde nach Lebensmitteln durchsuchte. Aber auch im Schlachthof wurden keine Lebensmittel gefunden. Daraufhin wurde vom Wiener Neustädter Arbeiter- und Soldatenrat und von der Volkswehr der Stadt entschieden, dass die Geschäfte der Stadt Mehl und Kartoffeln zwangsweise und sofort zu einem niedrigeren Preis verkaufen müssen. Damit trat ein Beruhigung der Situation ein. Daraufhin wurde ein Ernährungsdirektorium gegründet, dem Bürgermeister Ofenböck, seine beiden Stellvertreter, vier weitere Stadträte und vier Vertreter des Arbeiter- und Soldatenrates angehörten.
Eine wichtige Nachbemerkung dazu ist, dass am 31. März 1919 Ungarn die Grenze zu Österreich und damit die Verbindung von Wiener Neustadt zum direkt angrenzenden Neudörfl schloss. Damit wurde die Versorgung der Bevölkerung mit Lebensmitteln aus Westungarn beendet. Diese von Ungarn gesetzte Grenzsperre war eine Maßnahme gegen die Landnahme des Burgenlandes.

## Die Waldschule mit der Waldschulbahn in der Ersten Republik

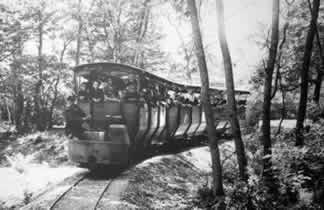
Feldbahn von Wiener Neustadt in den Föhrenwald

Als Nachwirkung des Ersten Weltkrieges war die Bevölkerung von Wiener Neustadt unterernährt, vor allem die Kinder. Deshalb hatte Vizebürgermeister Josef Püchler am 16. Jänner 1919 im Stadtrat die Errichtung einer Waldschule im Föhrenwald für die unterernährten Kinder beantragt. Der Wiener Neustädter Arbeiter- und Soldatenrat, in dem Püchler eine einflussreiche Position innehatte, verlagerte Baracken aus der Wöllersdorfer Munitionsfabrik und aus der Flugfeldkaserne in den Föhrenwald. Sie erwarben eine fahrbare Feldküche, die auf der sogenannten Bischofswiese aufgestellt wurde. Da die Waldschule sieben Kilometer vom Stadtzentrum entfernt lag, wurde die Feldbahn, welche die Daimlerwerke mit dem Corvinusring verbunden hatte, erworben. Das Stadtbauamt plante die Trasse der sogenannten Waldschulbahn. Anfangspunkt der Waldschulbahn war ein Warteraum in der ehemaligen Zeughauskaserne, die heute von der Bundespolizei genutzt wird. Von dort führte die Trasse durch die Gymmelsdorfer Straße und Schwarzauer Straße über den Kehrbach und über die Bendek-Gründe in den Föhrenwald bis zu der Endstation am Südende der Bischofswiese. Da die Waldschulbahn auch die Aspangbahn querte und deren Überbrückung zu teuer war, wurde die Trasse dort geteilt. Deshalb wurden für die Bewältigung der Strecke zwei Züge für die zwei getrennten Strecken benötigt. Die Kinder mussten die Gleise der Aspangbahn zu Fuß überqueren, um von der ersten zur zweiten Wagengarnitur umzusteigen. Die Waldschulbahn wurde am 9. Mai 1920 fertig. Die Waldschule wurde am 10. Mai 1920 mit 200 Mädchen und Buben in vier Klassen eröffnet.
Die Waldschule wurde überraschend von einer Kommission der Gesellschaft der Freunde besucht. Die Leiterin der Kommission, Miss Andrews, war einerseits von der Schönheit der Anlage begeistert, andererseits von der Einfachheit der Betriebes entsetzt. Ihre Anregungen und Fragen waren folgende: Herr Bürgermeister Ofenböck, lassen Sie die Kinder im Wald schlafen. Warum bleiben die Kinder nicht hier, um zu übernachten. Warum führen Sie Wasser mit? Machen Sie einen Brunnen! Bürgermeister Ofenböck schloss dies mit der finanziellen Situation der Stadt aus. In der Folge wurde mit finanzieller Unterstützung der „Gesellschaft der Freunde“ ein Brunnen in über vierzig Meter Tiefe gegraben und mit einer elektrischen Pumpe erschlossen. Weiters wurde eine Schlafbaracke mit Einrichtung und Bettwäsche finanziert. Dadurch wurde die Waldschule gesundheitlich einwandfrei geführt. Die Lehrtätigkeit wurde dem Bezirksschulinspektor Josef Pazelt unterstellt und von ihm organisiert. Die Finanzierung der Waldschule erfolgte über eine Fürsorgesteuer der Stadt, die alle Fürsorgeeinrichtungen der Stadt finanzierte und zwei Heller von jeder in Wiener Neustadt verdienten Lohnkrone einhob. Es fehlte in der Nachkriegszeit an vielen lebensnotwendigen Dingen des täglichen Lebens. Die Unterernährung der Bevölkerung bewirkte ein hohes Risiko für die Erkrankung an Tuberkulose. Deshalb wurde im Sinne von frischer, gesunder Luft die Schule im Föhrenwald situiert. Die Stadt richtete eine Tuberkulosen- und Säuglingsfürsorgestelle ein. Zwei Ärzte wurden angestellt, deren Aufgabe auch die Gesundheit der Waldschulkinder war. Ihr Leiter war Primarius Paul Habetin.

## Die Waldschule im Austrofaschismus und Nationalsozialismus
Die Waldschule verlor durch Gesetzesänderungen des Ständestaates im Austrofaschismus die finanzielle Grundlage und wurde daher im Jahre 1934 geschlossen. Das Gebäude wurde für Erholungsaktionen im Sommer genutzt. Nach dem Anschluss Österreichs wurde die Waldschule von der Nationalsozialistischen Volkswohlfahrt übernommen und als Jugenderholungsheim genutzt. 1944 brannte das Schulgebäude ab.

## Die Waldschule in der Zweiten Republik
Nach dem Zweiten Weltkrieg im September 1945 wurde die Waldschule als Kinderkrippe und dann zu einem Erholungsheim für bedürftige Kinder neu belebt. Der Wiederaufbau der Waldschule wurde durch Spendenaktionen finanziert. Unter anderem spendete Bundespräsident Karl Renner seine Pension als Staatsbibliothekar. 1952 wurde unter Bürgermeister Rudolf Wehrl die Waldschule nach einem Konzept von Hans Radl zu einer heilpädagogischen Schule für körperbehinderte Kinder umgewidmet und mit Friedrich May als erstem Direktor mit drei Klassen begonnen. Projektziel war ein Österreichisches Zentrum für Kinder aus Niederösterreich, Oberösterreich, Steiermark, Burgenland, Salzburg, Kärnten und Tirol. 1977 zum 25-Jahre-Jubiläum besuchten tatsächlich Kinder aus Niederösterreich, Oberösterreich, Steiermark, Burgenland und Kärnten die Waldschule. Von 1955 bis 1966 gab es hier eine Fachschule für Damen- und Herrenschneiderei, eine Fachschule für Wäschewarenerzeugung und eine Werkstätte für Textiles als Berufsvorbereitung. 1958 eröffnete Unterrichtsminister Heinrich Drimmel ein neues Schülerheim in dem 140 Schüler wohnten. 1963 begründete Direktor Ernst Waldner eine Zahnarztpraxis, die vom Österreichischen Jugendrotkreuz gespendet wurde. Von 1965 bis 1967 wurde das Internat neu gebaut. 1977 beschloss der Niederösterreichische Landtag die Errichtung eines Schwimmbads und eines Turnsaals, die 1980 eröffnet wurden. Mit Landesrätin Traude Votruba und Direktor Hermann Gruber wurde 1992 ein neues Schulgebäude eröffnet.
Im September 2021 wurde am Areal der Waldschule zusätzlich zu einer seit vier Jahren bestehenden Volksschule eine Mittelschule eröffnet. Die NMS Föhrenwald wird als Außenstelle der Europamittelschule mit dem Schwerpunkt Soziales und Gesundheit geführt.

## Kunst am Bau

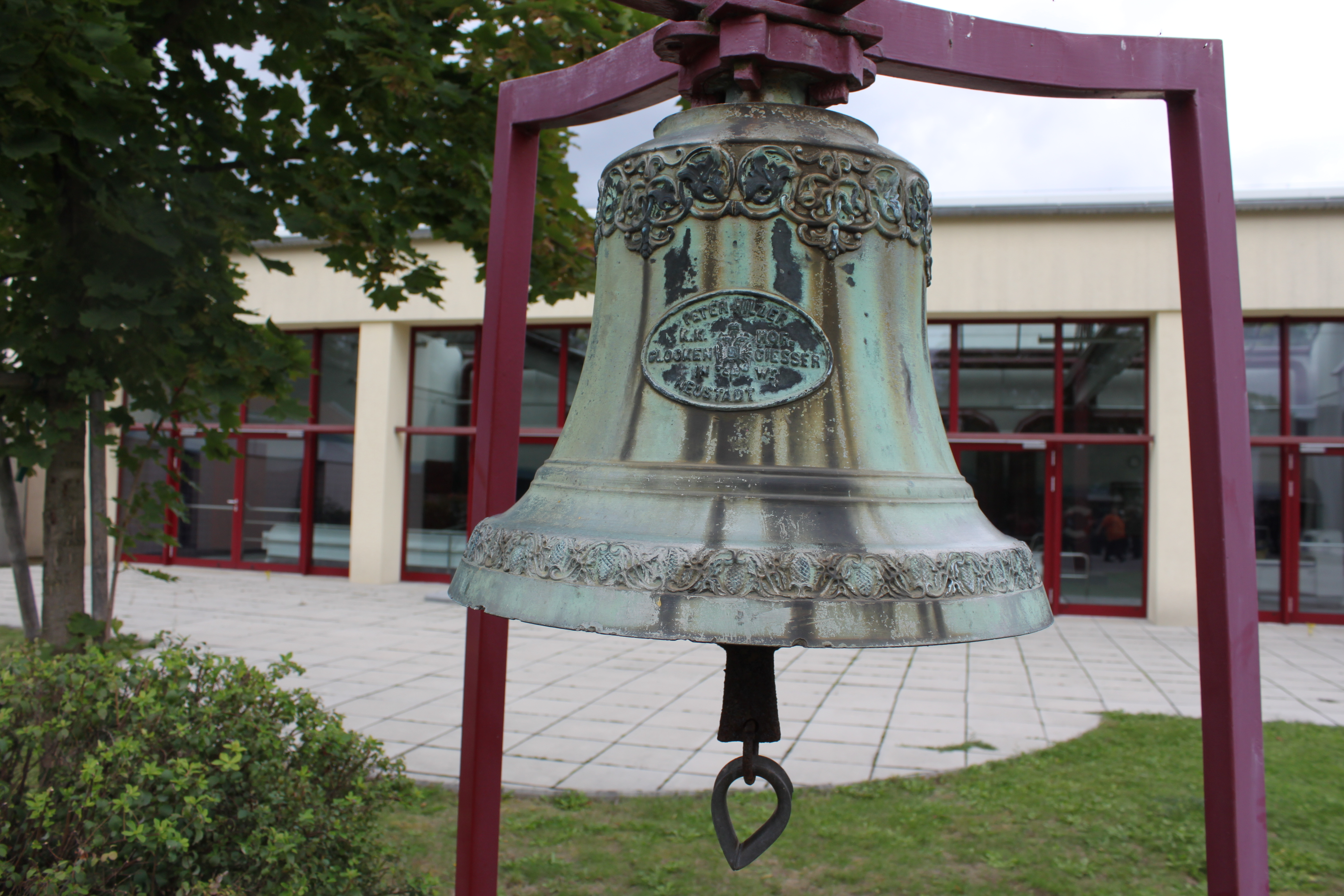
Glocke von Peter Hilzer aus 1887

Im Hof der Schule hängt eine Glocke der Glockengießerei Hilzer, gegossen 1887 von Peter Hilzer.